# Бедряжинское сельское поселение
Бедряжинское сельское поселение — муниципальное образование в составе Чернушинского района Пермского края.
Административный центр — село Бедряж.
В декабре 2004 года в результате реформы местного самоуправления Законом Пермского края наделено статусом сельского поселения.

## Географические положение
Поселение расположено на западе Чернушинского района.

## История
С 1924 года по 2006 год на территории поселения был Бедряжинский сельский совет. С 2006 года в результате реформы местного самоуправления образовано Бедряжинское сельское поселение.

## Население
По данным переписи 2010 года численность населения составила 785 человек, в том числе 375 мужчин и 410 женщин.

## Населённые пункты
| Название       | Тип населённого пункта       | Население, 2010 год | Почтовый индекс | ОКАТО          |
| -------------- | ---------------------------- | ------------------- | --------------- | -------------- |
| Бедряж         | Село, административный центр | 452                 | 617 816         | 57 257 810 001 |
| Каменные Ключи | Деревня                      | 164                 | 617 816         | 57 257 810 003 |
| Андроново      | Деревня                      | 119                 | 617 816         | 57 257 810 002 |
| Комарово       | Деревня                      | 37                  | 617 816         | 57 257 810 004 |
| Средняя Куба   | Деревня                      | 11                  | 617 816         | 57 257 810 006 |
| Нижняя Куба    | Деревня                      | 2                   | 617 816         | 57 257 810 005 |

## Экономика
СПК «Колхоз Рассвет» (д. Каменные Ключи)

## Объекты социальной сферы
- общеобразовательные учреждения:[5]
  - МОУ «Бедряжинская основная общеобразовательная школа»
- дошкольные образовательные учреждения:[6]
  - МДОУ «Бедряжинский детский сад»
- учреждения здравоохранения:[7]
  - Бедряжинский ФАП